# Bundestagswahlkreis Berlin-Tempelhof – Schöneberg
Der Bundestagswahlkreis Berlin-Tempelhof–Schöneberg (Wahlkreis 80; bis zur Bundestagswahl 2021 Wahlkreis 81) ist einer von zwölf Berliner Wahlkreisen für die Wahlen zum Deutschen Bundestag. Er umfasst den Bezirk Tempelhof-Schöneberg und existiert in dieser Form seit den Bundestagswahlen 2002.

## Bundestagswahl 2025
Wahlkreisergebnis der Bundestagswahl 2025:
| Kandidaten                                             | Kandidaten                    | Parteien/Listen       | Erststimmen | Erststimmen | Zweitstimmen | Zweitstimmen |
| Kandidaten                                             | Kandidaten                    | Parteien/Listen       | Stimmen     | %           | Stimmen      | %            |
| ------------------------------------------------------ | ----------------------------- | --------------------- | ----------- | ----------- | ------------ | ------------ |
|                                                        | Sinem Taşan-Funke             | SPD                   | 37.934      | 20,5        | 32.850       | 17,7         |
|                                                        | Moritz Heubergergewählt im WK | Bündnis 90/Die Grünen | 45.639      | 24,7        | 36.909       | 19,9         |
|                                                        | Jan-Marco Luczak              | CDU                   | 45.573      | 24,6        | 38.864       | 20,9         |
|                                                        | Stanislav Jurk                | Die Linke             | 22.399      | 12,1        | 32.120       | 17,3         |
|                                                        | Frank-Christian Hansel        | AfD                   | 20.626      | 11,1        | 20.986       | 11,3         |
|                                                        | Axel Bering                   | FDP                   | 4.986       | 2,7         | 7.145        | 3,8          |
|                                                        | Nico Poschinski               | Tierschutzpartei      | 4.467       | 2,4         | 2.615        | 1,4          |
|                                                        | –                             | Die PARTEI            | –           | –           | 1.011        | 0,5          |
|                                                        | Ahmad Iskander                | Team Todenhöfer       | 1.810       | 1,0         | 609          | 0,3          |
|                                                        | –                             | Freie Wähler          | –           | –           | 458          | 0,2          |
|                                                        | –                             | Volt                  | –           | –           | 1.613        | 0,9          |
|                                                        | –                             | MLPD                  | –           | –           | 61           | 0,0          |
|                                                        | Klaus Fimmen                  | BüSo                  | 233         | 0,1         | 93           | 0,1          |
|                                                        | –                             | SGP                   | –           | –           | 42           | 0,0          |
|                                                        | Christian Tomas Lieberam      | Bündnis Deutschland   | 532         | 0,3         | 251          | 0,1          |
|                                                        | –                             | BSW                   | –           | –           | 9.521        | 5,1          |
|                                                        | –                             | MERA25                | –           | –           | 246          | 0,1          |
|                                                        | –                             | PdF                   | –           | –           | 289          | 0,2          |
|                                                        | Franziska Thomas              | Einzelbewerberin      | 819         | 0,4         | –            | –            |
| Gesamt                                                 | Gesamt                        | Gesamt                | 185.018     | 100         | 185.683      | 100          |
|                                                        |                               |                       |             |             |              |              |
| Ungültige Stimmen                                      | Ungültige Stimmen             | Ungültige Stimmen     | 1.820       | 1,0         | 1.155        | 0,6          |
| Wähler                                                 | Wähler                        | Wähler                | 186.838     | 81,5        | 186.838      | 81,5         |
| Wahlberechtigte                                        | Wahlberechtigte               | Wahlberechtigte       | 229.238     |             | 229.238      |              |
|                                                        |                               |                       |             |             |              |              |
| Quellen: Die Bundeswahlleiterin, Kandidaten – Ergebnis |                               |                       |             |             |              |              |

## Wahlkreisgeschichte
| Wahl | Wahlkreisname                  | Gebiet                      | Wahlkreissieger  | Partei | Erststimmen |
| ---- | ------------------------------ | --------------------------- | ---------------- | ------ | ----------- |
| 2002 | 82 Berlin-Tempelhof-Schöneberg | Bezirk Tempelhof-Schöneberg | Eckhardt Barthel | SPD    | 37,7 %      |
| 2005 | 82 Berlin-Tempelhof-Schöneberg | Bezirk Tempelhof-Schöneberg | Mechthild Rawert | SPD    | 42,5 %      |
| 2009 | 82 Berlin-Tempelhof-Schöneberg | Bezirk Tempelhof-Schöneberg | Jan-Marco Luczak | CDU    | 32,5 %      |
| 2013 | 81 Berlin-Tempelhof-Schöneberg | Bezirk Tempelhof-Schöneberg | Jan-Marco Luczak | CDU    | 35,0 %      |
| 2017 | 81 Berlin-Tempelhof-Schöneberg | Bezirk Tempelhof-Schöneberg | Jan-Marco Luczak | CDU    | 28,9 %      |
| 2021 | 81 Berlin-Tempelhof-Schöneberg | Bezirk Tempelhof-Schöneberg | Kevin Kühnert    | SPD    | 27,1 %      |
| 2025 | 80 Berlin-Tempelhof-Schöneberg | Bezirk Tempelhof-Schöneberg | Moritz Heuberger | Grüne  | 24,7 %      |

## Historische Wahlergebnisse

### Bundestagswahl 2021
| Kandidaten                     | Kandidaten                 | Parteien/Listen      | Erststimmen | Erststimmen | Zweitstimmen | Zweitstimmen |
| Kandidaten                     | Kandidaten                 | Parteien/Listen      | Stimmen     | %           | Stimmen      | %            |
| ------------------------------ | -------------------------- | -------------------- | ----------- | ----------- | ------------ | ------------ |
|                                | Jan-Marco Luczak           | CDU                  | 37.902      | 22,4        | 31.751       | 18,8         |
|                                | Alexander King             | Die Linke            | 10.177      | 6,0         | 12.706       | 7,5          |
|                                | Kevin Kühnertgewählt im WK | SPD                  | 45.220      | 26,7        | 41.215       | 24,3         |
|                                | Renate Künast              | Grüne                | 42.680      | 25,2        | 42.791       | 25,3         |
|                                | Frank-Christian Hansel     | AfD                  | 10.013      | 5,9         | 10.921       | 6,4          |
|                                | Lars Lindemann             | FDP                  | 12.041      | 7,1         | 15.633       | 9,2          |
|                                | Marie Geissler             | Die PARTEI           | 2.313       | 1,4         | 2.009        | 1,2          |
|                                | Martin Ullrich             | Tierschutzpartei     | 4.061       | 2,4         | 3.736        | 2,2          |
|                                | Alexander Spies            | PIRATEN              | 849         | 0,5         | 644          | 0,4          |
|                                | −                          | Die Grauen           | –           | –           | 1.377        | 0,8          |
|                                | Mario Rhode                | Freie Wähler         | 1.567       | 0,9         | 1.449        | 0,9          |
|                                | −                          | Gesundheitsforschung | –           | –           | 325          | 0,2          |
|                                | Kirsten Jäkel              | ÖDP                  | 406         | 0,2         | 310          | 0,2          |
|                                | −                          | du.                  | –           | –           | 226          | 0,1          |
|                                | −                          | V-Partei³            | –           | –           | 126          | 0,1          |
|                                | −                          | DKP                  | –           | –           | 117          | 0,1          |
|                                | −                          | MLPD                 | –           | –           | 41           | 0,0          |
|                                | −                          | BüSo                 | –           | –           | 66           | 0,0          |
|                                | −                          | SGP                  | –           | –           | 36           | 0,0          |
|                                | Thomas Speich              | LKR                  | 118         | 0,1         | 98           | 0,1          |
|                                | −                          | NPD                  | –           | –           | 84           | 0,0          |
|                                | −                          | Die Humanisten       | –           | –           | 233          | 0,1          |
|                                | −                          | Team Todenhöfer      | –           | –           | 2.350        | 1,4          |
|                                | −                          | Volt                 | –           | –           | 1.094        | 0,6          |
|                                | Karsten Wappler            | dieBasis             | 1.808       | 1,1         | –            | –            |
|                                | Sahin Azbak                | Menschliche Welt     | 301         | 0,2         | –            | –            |
| Gesamt                         | Gesamt                     | Gesamt               | 169.456     | 100         | 169.338      | 100          |
|                                |                            |                      |             |             |              |              |
| Ungültige Stimmen              | Ungültige Stimmen          | Ungültige Stimmen    | 2.613       | 1,5         | 2.731        | 1,6          |
| Wähler                         | Wähler                     | Wähler               | 172.069     | 74,3        | 172.069      | 74,3         |
| Wahlberechtigte                | Wahlberechtigte            | Wahlberechtigte      | 231.477     |             | 231.477      |              |
|                                |                            |                      |             |             |              |              |
| Quellen: Der Bundeswahlleiter, |                            |                      |             |             |              |              |

Wegen Wahlfehlern (falsche oder fehlende Stimmzettel, zeitweilige völlige Schließung von Wahllokalen) musste die Bundestagswahl 2021 aufgrund eines Urteils des Bundesverfassungsgerichts am 11. Februar 2024 in 455 von 2256 Wahlbezirken Berlins wiederholt werden. Im Wahlkreis Tempelhof-Schöneberg waren 9 % der Wahlberechtigten davon betroffen.

### Bundestagswahl 2017
| Kandidaten                     | Kandidaten                    | Parteien/Listen      | Erststimmen | Erststimmen | Zweitstimmen | Zweitstimmen |
| Kandidaten                     | Kandidaten                    | Parteien/Listen      | Stimmen     | %           | Stimmen      | %            |
| ------------------------------ | ----------------------------- | -------------------- | ----------- | ----------- | ------------ | ------------ |
|                                | Jan-Marco Luczakgewählt im WK | CDU                  | 51.708      | 28,9        | 44.721       | 25,0         |
|                                | Mechthild Rawert              | SPD                  | 39.380      | 22,0        | 36.179       | 20,2         |
|                                | Alexander King                | Die Linke            | 19.356      | 10,8        | 23.625       | 13,2         |
|                                | Renate Künast                 | Grüne                | 33.763      | 18,9        | 27.956       | 15,6         |
|                                | Lothar Mundt                  | AfD                  | 16.188      | 9,1         | 17.108       | 9,6          |
|                                | Alexander Spies               | PIRATEN              | 1.691       | 0,9         | 1.179        | 0,7          |
|                                | Holger Krestel                | FDP                  | 11.362      | 6,4         | 18.569       | 10,4         |
|                                | Roman Archner                 | Die PARTEI           | 3.852       | 2,2         | 2.912        | 1,6          |
|                                | −                             | Freie Wähler         | –           | –           | 373          | 0,2          |
|                                | −                             | ödp                  | –           | –           | 274          | 0,2          |
|                                | Wolfgang Lillge               | BüSo                 | 403         | 0,2         | 127          | 0,1          |
|                                | −                             | MLPD                 | –           | –           | 113          | 0,1          |
|                                | Christoph Vandreier           | SGP                  | 197         | 0,1         | 60           | 0,0          |
|                                | −                             | B*                   | –           | –           | 55           | 0,0          |
|                                | −                             | BGE                  | –           | –           | 601          | 0,3          |
|                                | −                             | DiB                  | –           | –           | 635          | 0,4          |
|                                | −                             | DKP                  | –           | –           | 94           | 0,1          |
|                                | −                             | DM                   | –           | –           | 360          | 0,2          |
|                                | −                             | Die Grauen           | –           | –           | 793          | 0,4          |
|                                | −                             | du.                  | –           | –           | 294          | 0,2          |
|                                | Sahin Azbak                   | Menschliche Welt     | 766         | 0,4         | 374          | 0,2          |
|                                | −                             | Gesundheitsforschung | –           | –           | 250          | 0,1          |
|                                | –                             | Tierschutzpartei     | –           | –           | 2.180        | 1,2          |
|                                | −                             | V-Partei³            | –           | –           | 249          | 0,1          |
| Gesamt                         | Gesamt                        | Gesamt               | 178.666     | 100         | 179.081      | 100          |
|                                |                               |                      |             |             |              |              |
| Ungültige Stimmen              | Ungültige Stimmen             | Ungültige Stimmen    | 2.493       | 1,4         | 2.078        | 1,1          |
| Wähler                         | Wähler                        | Wähler               | 181.159     | 77,0        | 181.159      | 77,0         |
| Wahlberechtigte                | Wahlberechtigte               | Wahlberechtigte      | 235.250     |             | 235.250      |              |
|                                |                               |                      |             |             |              |              |
| Quellen: Der Bundeswahlleiter, |                               |                      |             |             |              |              |

### Bundestagswahl 2013
| Kandidaten                    | Kandidaten                    | Parteien/Listen   | Erststimmen | Erststimmen | Zweitstimmen | Zweitstimmen |
| Kandidaten                    | Kandidaten                    | Parteien/Listen   | Stimmen     | %           | Stimmen      | %            |
| ----------------------------- | ----------------------------- | ----------------- | ----------- | ----------- | ------------ | ------------ |
|                               | Jan-Marco Luczakgewählt im WK | CDU               | 60.926      | 35,0        | 55.275       | 31,7         |
|                               | Azize Tank                    | Die Linke         | 12.801      | 7,4         | 17.937       | 10,3         |
|                               | Mechthild Rawert              | SPD               | 45.659      | 26,2        | 47.834       | 27,4         |
|                               | Renate Künast                 | Grüne             | 35.461      | 20,4        | 26.941       | 15,4         |
|                               | Holger Krestel                | FDP               | 2.585       | 1,5         | 7.134        | 4,1          |
|                               | Frank Röder                   | PIRATEN           | 5.233       | 3,0         | 5.526        | 3,2          |
|                               | Thomas Hübener                | NPD               | 1.789       | 1,0         | 1.588        | 0,9          |
|                               | −                             | REP               | –           | –           | 219          | 0,1          |
|                               | Wolfgang Lillge               | BüSo              | 348         | 0,2         | 221          | 0,1          |
|                               | −                             | ödp               | –           | –           | 342          | 0,2          |
|                               | −                             | PSG               | –           | –           | 63           | 0,0          |
|                               | −                             | MLPD              | –           | –           | 73           | 0,0          |
|                               | Franz Niggemann               | AfD               | 6.391       | 3,7         | 7.988        | 4,6          |
|                               | Raşit Tanriverdi              | BIG               | 567         | 0,3         | 473          | 0,3          |
|                               | −                             | pro Deutschland   | –           | –           | 481          | 0,3          |
|                               | Moritz Enders                 | Freie Wähler      | 905         | 0,5         | 759          | 0,4          |
|                               | Chris Schiller                | Die PARTEI        | 1.494       | 0,9         | 1.578        | 0,9          |
| Gesamt                        | Gesamt                        | Gesamt            | 174.159     | 100         | 174.432      | 100          |
|                               |                               |                   |             |             |              |              |
| Ungültige Stimmen             | Ungültige Stimmen             | Ungültige Stimmen | 3.046       | 1,7         | 2.773        | 1,6          |
| Wähler                        | Wähler                        | Wähler            | 177.205     | 75,3        | 177.205      | 75,3         |
| Wahlberechtigte               | Wahlberechtigte               | Wahlberechtigte   | 235.259     |             | 235.259      |              |
|                               |                               |                   |             |             |              |              |
| Quellen: Der Bundeswahlleiter |                               |                   |             |             |              |              |

### Bundestagswahl 2009
| Kandidaten                     | Kandidaten                    | Parteien/Listen   | Erststimmen | Erststimmen | Zweitstimmen | Zweitstimmen |
| Kandidaten                     | Kandidaten                    | Parteien/Listen   | Stimmen     | %           | Stimmen      | %            |
| ------------------------------ | ----------------------------- | ----------------- | ----------- | ----------- | ------------ | ------------ |
|                                | Mechthild Rawert              | SPD               | 38.244      | 22,6        | 36.351       | 21,4         |
|                                | Jan-Marco Luczakgewählt im WK | CDU               | 54.971      | 32,5        | 45.372       | 26,7         |
|                                | Holger Krestel                | FDP               | 13.292      | 7,8         | 23.407       | 13,8         |
|                                | Figen Izgin                   | Die Linke         | 13.787      | 8,1         | 16.995       | 10,0         |
|                                | Renate Künast                 | Grüne             | 44.506      | 26,3        | 36.630       | 21,6         |
|                                | Danny Matschke                | NPD               | 2.413       | 1,4         | 1.891        | 1,1          |
|                                | −                             | REP               | –           | –           | 545          | 0,3          |
|                                | –                             | Tierschutzpartei  | –           | –           | 2.270        | 1,3          |
|                                | −                             | MLPD              | –           | –           | 72           | 0,0          |
|                                | Uwe Raake                     | BüSo              | 1.328       | 0,8         | 463          | 0,3          |
|                                | −                             | PSG               | –           | –           | 86           | 0,1          |
|                                | −                             | DKP               | –           | –           | 101          | 0,1          |
|                                | −                             | DVU               | –           | –           | 192          | 0,1          |
|                                | −                             | Die Violetten     | –           | –           | 598          | 0,4          |
|                                | −                             | ödp               | –           | –           | 335          | 0,2          |
|                                | –                             | PIRATEN           | –           | –           | 4.619        | 2,7          |
|                                | Klaus Pfeifer                 | Einzelbewerber    | 854         | 0,5         | –            | –            |
| Gesamt                         | Gesamt                        | Gesamt            | 169.395     | 100         | 169.927      | 100          |
|                                |                               |                   |             |             |              |              |
| Ungültige Stimmen              | Ungültige Stimmen             | Ungültige Stimmen | 3.533       | 2,0         | 3.001        | 1,7          |
| Wähler                         | Wähler                        | Wähler            | 172.928     | 74,3        | 172.928      | 74,3         |
| Wahlberechtigte                | Wahlberechtigte               | Wahlberechtigte   | 232.759     |             | 232.759      |              |
|                                |                               |                   |             |             |              |              |
| Quellen: Der Bundeswahlleiter, |                               |                   |             |             |              |              |

### Bundestagswahl 2005
| Kandidaten                     | Kandidaten                    | Parteien/Listen   | Erststimmen | Erststimmen | Zweitstimmen | Zweitstimmen |
| Kandidaten                     | Kandidaten                    | Parteien/Listen   | Stimmen     | %           | Stimmen      | %            |
| ------------------------------ | ----------------------------- | ----------------- | ----------- | ----------- | ------------ | ------------ |
|                                | Mechthild Rawertgewählt im WK | SPD               | 62.125      | 34,2        | 62.854       | 34,5         |
|                                | Peter Rzepka                  | CDU               | 59.787      | 32,9        | 49.847       | 27,3         |
|                                | Renate Künast                 | Grüne             | 38.198      | 21,0        | 30.703       | 16,8         |
|                                | Hakki Keskin                  | Die Linke         | 8.538       | 4,7         | 12.395       | 6,8          |
|                                | Hartmut Ebbing                | FDP               | 7.396       | 4,1         | 18.254       | 10,0         |
|                                | −                             | Die Grauen        | –           | –           | 3.392        | 1,9          |
|                                | −                             | REP               | –           | –           | 893          | 0,5          |
|                                | Richard Miosga                | NPD               | 2.202       | 1,2         | 1.854        | 1,0          |
|                                | Monika Christann              | Die Frauen        | 1.327       | 0,7         | 811          | 0,4          |
|                                | Jörg Pinkawa                  | BüSo              | 330         | 0,2         | 220          | 0,1          |
|                                | −                             | APPD              | –           | –           | 184          | 0,1          |
|                                | −                             | MLPD              | –           | –           | 64           | 0,0          |
|                                | Moritz Reichelt               | Die PARTEI        | 995         | 0,5         | 775          | 0,4          |
|                                | −                             | PSG               | –           | –           | 125          | 0,1          |
|                                | Franziska Sylla               | Unabhängige       | 1.015       | 0,6         | –            | –            |
| Gesamt                         | Gesamt                        | Gesamt            | 181.913     | 100         | 182.371      | 100          |
|                                |                               |                   |             |             |              |              |
| Ungültige Stimmen              | Ungültige Stimmen             | Ungültige Stimmen | 3.680       | 2,0         | 3.222        | 1,7          |
| Wähler                         | Wähler                        | Wähler            | 185.593     | 79,3        | 185.593      | 79,3         |
| Wahlberechtigte                | Wahlberechtigte               | Wahlberechtigte   | 234.161     |             | 234.161      |              |
|                                |                               |                   |             |             |              |              |
| Quellen: Der Bundeswahlleiter, |                               |                   |             |             |              |              |

### Bundestagswahl 2002
| Kandidaten                     | Kandidaten                    | Parteien/Listen   | Erststimmen | Erststimmen | Zweitstimmen | Zweitstimmen |
| Kandidaten                     | Kandidaten                    | Parteien/Listen   | Stimmen     | %           | Stimmen      | %            |
| ------------------------------ | ----------------------------- | ----------------- | ----------- | ----------- | ------------ | ------------ |
|                                | Eckhardt Barthelgewählt im WK | SPD               | 67.531      | 35,7        | 66.187       | 35,0         |
|                                | Peter Rzepka                  | CDU               | 65.412      | 34,6        | 60.567       | 32,0         |
|                                | Ingeborg Simon                | PDS               | 3.293       | 1,7         | 4.452        | 2,4          |
|                                | Renate Künast                 | GRÜNE             | 37.788      | 20,0        | 35.488       | 18,7         |
|                                | Joachim Thoma                 | FDP               | 10.751      | 5,7         | 14.723       | 7,8          |
|                                | −                             | REP               | –           | –           | 1.072        | 0,6          |
|                                | Armin Behrmann                | Graue             | 2.342       | 1,2         | 1.658        | 0,9          |
|                                | −                             | NPD               | –           | –           | 450          | 0,2          |
|                                | Karina Harris                 | Die Frauen        | 960         | 0,5         | 642          | 0,3          |
|                                | −                             | ödp               | –           | –           | 242          | 0,1          |
|                                | Ulrike Lillge                 | BüSo              | 350         | 0,2         | 164          | 0,1          |
|                                | −                             | HP                | –           | –           | 95           | 0,1          |
|                                | −                             | KPD               | –           | –           | 64           | 0,0          |
|                                | Klaus Lange                   | PBC               | 531         | 0,3         | 443          | 0,2          |
|                                | −                             | Schill            | –           | –           | 3.062        | 1,6          |
| Gesamt                         | Gesamt                        | Gesamt            | 188.958     | 100         | 189.309      | 100          |
|                                |                               |                   |             |             |              |              |
| Ungültige Stimmen              | Ungültige Stimmen             | Ungültige Stimmen | 2.811       | 1,5         | 2.460        | 1,3          |
| Wähler                         | Wähler                        | Wähler            | 191.769     | 80,6        | 191.769      | 80,6         |
| Wahlberechtigte                | Wahlberechtigte               | Wahlberechtigte   | 237.943     |             | 237.943      |              |
|                                |                               |                   |             |             |              |              |
| Quellen: Der Bundeswahlleiter, |                               |                   |             |             |              |              |